# Contre-la-montre féminin aux championnats du monde de cyclisme sur route 2005
Navigation
2004 2006
Le contre-la-montre féminin des championnats du monde de cyclisme sur route 2005 a lieu le 21 septembre 2005 à Madrid, en Espagne. Il est remporté par la Suisse Karin Thürig, tenante du titre. Elle devance l'Espagnole Joane Somarriba et l'Américaine Kristin Armstrong.

## Classement
|                                    | Coureur                   | Pays             |    | Temps          |
| ---------------------------------- | ------------------------- | ---------------- | -- | -------------- |
| Médaille d'or, Coupe du Monde      | Karin Thürig              | Suisse           | en | 28 min 51 s 08 |
| Médaille d'argent, Coupe du Monde  | Joane Somarriba           | Espagne          | +  | 5 s 80         |
| Médaille de bronze, Coupe du Monde | Kristin Armstrong         | États-Unis       |    | 39 s 27        |
| 4                                  | Judith Arndt              | Allemagne        |    | 56 s 68        |
| 5                                  | Amber Neben               | États-Unis       |    | 57 s 06        |
| 6                                  | Zulfiya Zabirova          | Kazakhstan       |    | 1 min 1 s 84   |
| 7                                  | Mirjam Melchers           | Pays-Bas         |    | 1 min 2 s 71   |
| 8                                  | Christine Thorburn        | États-Unis       |    | 1 min 13 s 33  |
| 9                                  | Svetlana Boubnenkova      | Russie           |    | 1 min 38 s 92  |
| 10                                 | Edita Pučinskaitė         | Lituanie         |    | 1 min 41 s 38  |
| 11                                 | Christiane Soeder         | Autriche         |    | 1 min 45 s 61  |
| 12                                 | Edwige Pitel              | France           |    | 1 min 55 s 39  |
| 13                                 | Priska Doppmann           | Suisse           |    | 1 min 57 s 05  |
| 14                                 | Oenone Wood               | Australie        |    | 2 min 0 s 15   |
| 15                                 | Nicole Brändli            | Suisse           |    | 2 min 9 s 34   |
| 16                                 | Tatiana Guderzo           | Italie           |    | 2 min 12 s 71  |
| 17                                 | Susanne Ljungskog         | Suède            |    | 2 min 13 s 34  |
| 18                                 | Madeleine Sandig          | Allemagne        |    | 2 min 16 s 01  |
| 19                                 | Susan Palmer-Komar        | Canada           |    | 2 min 28 s 57  |
| 20                                 | Dori Ruano Sanchon        | Espagne          |    | 2 min 31 s 04  |
| 21                                 | Sara Carrigan             | Australie        |    | 2 min 36 s 88  |
| 22                                 | Anna Zugno                | Italie           |    | 2 min 37 s 06  |
| 23                                 | Olga Slyusareva           | Russie           |    | 2 min 39 s 35  |
| 24                                 | Bogumiła Matusiak         | Pologne          |    | 2 min 40 s 77  |
| 25                                 | Marina Jaunatre           | France           |    | 2 min 46 s 61  |
| 26                                 | Melissa Holt              | Nouvelle-Zélande |    | 3 min 6 s 25   |
| 27                                 | Trine Hansen              | Danemark         |    | 3 min 10 s 28  |
| 28                                 | Felicia Greer             | Canada           |    | 3 min 11 s 01  |
| 29                                 | Linda Serup               | Danemark         |    | 3 min 11 s 51  |
| 30                                 | Natasha Maes              | Belgique         |    | 3 min 17 s 09  |
| 31                                 | Kateryna Krasova          | Ukraine          |    | 3 min 48 s 47  |
| 32                                 | Grete Treier              | Estonie          |    | 3 min 56 s 99  |
| 33                                 | Iryna Shpylyova           | Ukraine          |    | 4 min 29 s 21  |
| 34                                 | Daiva Tuslaite            | Lituanie         |    | 4 min 44 s 80  |
| 35                                 | Bernadette Schober        | Autriche         |    | 4 min 59 s 57  |
| 36                                 | Trixi Worrack             | Allemagne        |    | 5 min 15 s 95  |
| 37                                 | Agnes Kay Eppers Reynders | Bolivie          |    | 5 min 46 s 36  |
| 38                                 | Anna Skawinska            | Pologne          |    | 5 min 53 s 99  |
| abandon                            | Anita Valen de Vries      | Norvège          |    |                |